# Rebelión de Münster

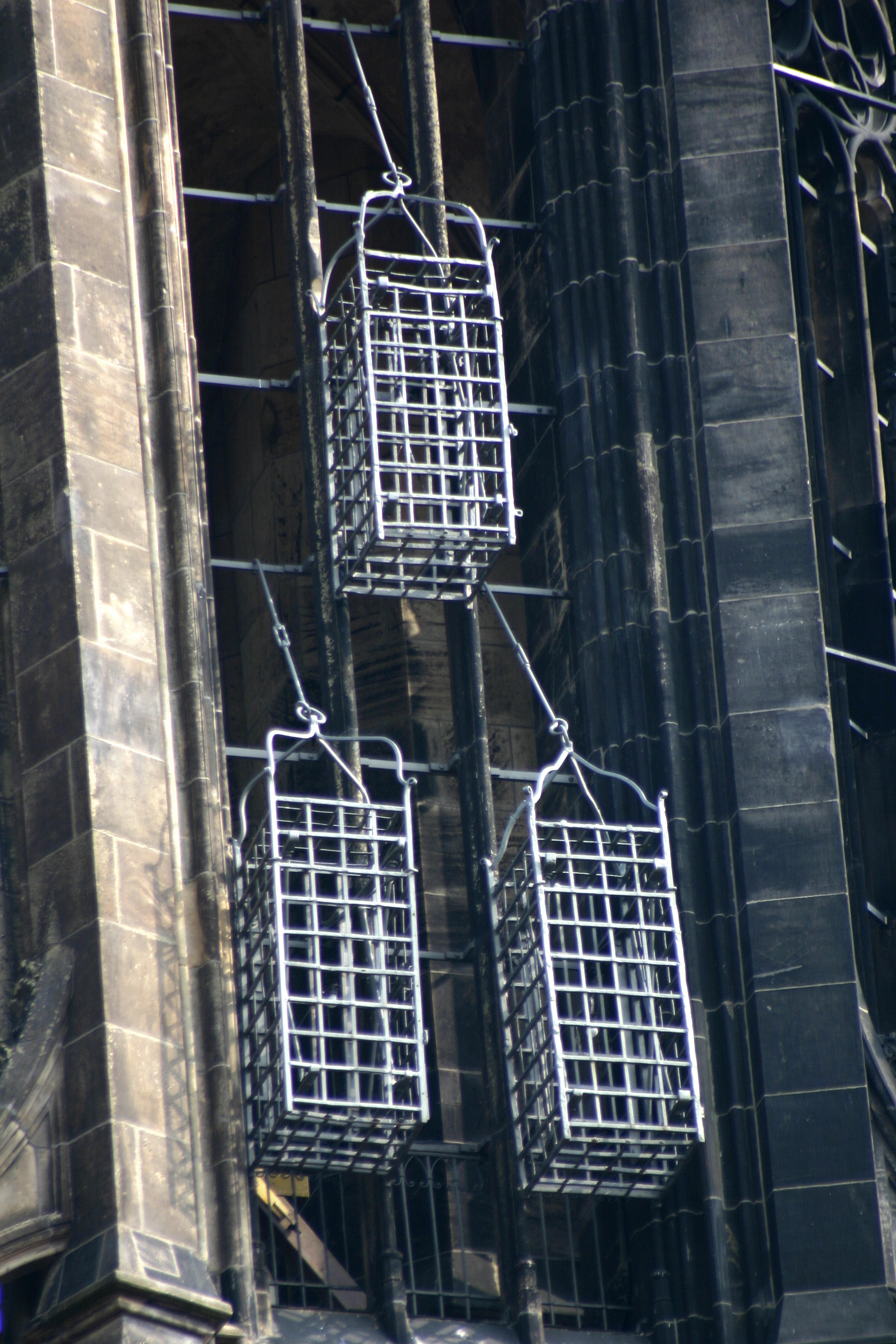
Jaulas de
los líderes de la Rebelión de Munster en la torre de la Iglesia de San Lamberto

La rebelión de Münster, revuelta de Münster o Reino anabaptista de Munster fue un movimiento cristiano anabaptista, sucedido en el marco histórico del cuestionamiento a la Iglesia católica realizado por la Reforma protestante, que estableció un gobierno propio en la ciudad alemana de Münster, desconociendo la ley del Sacro Imperio Romano Germánico, que prohibía rebautizar a los cristianos, y la autoridad del Obispado de Münster. La ciudad permaneció bajo control anabaptista desde febrero de 1534 hasta junio de 1535. El movimiento adoptó la visión teológica milenarista de Melchor Hoffman (melchorismo), que profetizaba una segunda venida de Jesucristo; sus seguidores fijaron las bases del movimiento, organizando la ciudad como una especie de «república cristiana» a imagen y semejanza de la comunidad de bienes de la cristianismo primitivo de Jerusalén, anulando los privilegios y derechos feudales de propiedad sobre las tierras, que defendía la Iglesia feudal. La ciudad fue sitiada por una alianza de nobles y miembros del clero protestantes y católicos, bajo el mando del obispo de Münster, Franz von Waldeck, causando una hambruna generalizada y una situación de caos interno que evolucionó hacia una teocracia radical. Al caer la ciudad, prácticamente la totalidad de la población anabaptista fue asesinada y sus tres líderes (Jan van Leiden, Bernd Krechting y Bernd Knipperdolling) fueron condenados a muerte. 

## Historia
La rebelión fue precedida por la acción de las prédicas de varios ministros luteranos, como Bernard Rothmann desde 1532. Después de las visiones del predicador anabaptista Melchor Hoffman sobre que la Nueva Jerusalén y la segunda venida de Jesucristo acaecería en Münster, muchos ciudadanos se unieron a sus ideas y las adoptaron libremente. En febrero de 1534, Jan Matthys, autoproclamado Enoc, declaró que sería Münster la Nueva Jerusalén y, junto con sus seguidores Jan van Leiden, Bernd Knipperdolling, Bernard Krechting y Gert Tom Kloster, tomó el control de la ciudad con una tropa de seguidores armados. Entre las primeras medidas adoptadas se encuentran la abolición de la moneda y la comunalización de todos los bienes privados, suprimiendo así el poder efectivo de la aristocracia local. 
En octubre de 1534 el ministro Rothmann publicó un panfleto en el que explicaba los fundamentos y el programa revolucionario del movimiento:

Dios, el cual reciba nuestro homenaje y nuestro reconocimiento eterno, ha restaurado entre nosotros la comunidad tal como era en principio y como conviene a los santos del Señor... Porque no solamente hemos puesto todos nuestros bienes en común bajo la vigilancia de un diácono y los usamos según nuestras necesidades, sino que además alabamos a Dios por mediación de Cristo con un único espíritu y corazón, y estamos impacientes por prestarnos los unos a los otros toda clase de servicios. En consecuencia, todo aquello que ha servido para los fines de la propiedad egoísta y privada, tal como la venta y la compra, el trabajo remunerado, la práctica del interés y de la usura —aunque sea a costa de los infieles—, el hecho de comer y beber del sudor de los pobres (o sea, hacer trabajar al prójimo para provecho nuestro) y, en verdad, todo lo que es pecado contra el amor, todos esos males están abolidos entre nosotros por el poder del amor y la comunidad.

Conocida la noticia en el resto de Westfalia, el príncipe-obispo de Münster, Franz von Waldeck, puso sitio a la ciudad. Matthys inició un régimen de terror contra toda resistencia a su gobierno, por leve que fuera, imponiendo la iconoclasia en la ciudad al destruir y prohibir todas las imágenes religiosas, fijando la base de su régimen en la estricta interpretación anabaptista de la Biblia e instaurando una teocracia en la práctica.
Finalmente, el 5 de abril de 1534 Matthys y veinte hombres más atacaron a una guarnición del ejército del obispo tras autoproclamarse como un "segundo Gedeón", pero resultó muerto en el combate. Fue sucedido en el gobierno de la comunidad por Jan van Leiden, un joven y carismático líder anabaptista que fue coronado "Rey de la Nueva Jerusalén" como un "nuevo David", continuando el gobierno teocrático. Leiden, notando que la población femenina de la ciudad excedía con mucho a la masculina, introdujo la poliginia a pesar de las protestas de algunos anabaptistas, que fueron ejecutados. No obstante, se logró rechazar en septiembre de 1534 un ataque de los sitiadores, tras lo cual Leiden fue proclamado "Rey Juan I" por sus seguidores y envió "misioneros" a otras localidades cercanas con vistas a extender el movimiento. 
Tales "misiones" fueron interceptadas por las tropas del príncipe-obispo y solo en la pequeña ciudad de Warendorf lograron éxito en octubre de 1534 por una semana, antes de ser capturados y ejecutados los "misioneros" por las tropas de Franz von Waldeck. Los pedidos de ayuda hechos desde Münster a los anabaptistas de los Países Bajos tampoco fueron atendidos.
Después de un año de gobierno revolucionario, el régimen teocrático de Münster se iba desgastando por la hambruna, el nulo apoyo externo y el despotismo de Juan de Leiden, quien insistía en mantener una pequeña y lujosa corte anabaptista pese a las penurias del resto de la población. Tras el invierno 1534-1535, el príncipe-obispo recibió refuerzos del resto de la región. Dos desertores de Münster se unieron a los sitiadores y dirigieron al ejército atacante para recuperar el dominio en la ciudad al amanecer del 25 de mayo de 1535, tras una breve batalla donde perecieron 650 defensores, siendo poco después masacrados los anabaptistas sobrevivientes. 
Leiden, Knipperdolling y  Krechting lograron huir en la confusión, pero fueron atrapados pronto por las fuerzas del príncipe-obispo. El 22 de enero de 1536, los tres líderes anabaptistas fueron condenados a muerte y brutalmente ejecutados en Münster: les arrancaron la lengua con pinzas incandescentes, los desmembraron vivos y finalmente los apuñalaron hasta causarles la muerte. Sus cadáveres fueron colgados en jaulas de hierro en la Iglesia de San Lamberto «para que sirvieran de aviso y de escarmiento a todos los espíritus inquietos, para que no intentaran ni se atrevieran a nada parecido en el futuro». Las jaulas siguen colgadas en la iglesia hoy en día. El sistema económico y político adoptado por Münster ha sido considerado como una forma de protosocialismo.